# 爆彈三勇士之歌
《爆彈三勇士之歌》是1932年（昭和7年）4月由日本Polydor唱片所發售的軍歌。

## 概要
本歌曲為大阪每日新聞・東京日日新聞所募集的當選歌，作曲為陸軍戶山學校軍樂隊二人合作的辻順治及大沼哲。歌詞則為新聞募集期間由公眾人士及與謝野鐵幹（宽）所作。由陸軍戶山學校軍樂隊所灌錄。
另外，Polydor唱片方面亦有推出同名的樂曲，作詞為長田幹彦，作曲則是中山晉平，由所灌錄。

## 歌詞
- （該曲作詞・作曲的著作權已消失）

一、

二、

三、

四、

五、

六、

七、

八、

九、

十、

## 其他關連軍歌
- 肉彈三勇士之歌（肉弾三勇士の歌） 中野力作詞、山田耕筰作曲。朝日新聞公開招募1席
- 肉彈三勇士之歌（肉弾三勇士の歌） 渡部榮伍作詞、古賀政男作曲。朝日新聞公開招募2席。上述歌曲的B面
- 三勇士 文部省唱歌、下總皖一作曲。「初等科音樂（一）」收錄。